# 塔茨
塔茨，是匈牙利费耶尔州所辖的一个村。总面积45.69平方公里，总人口1670，人口密度36.6人/平方公里（2011年1月1日）。